# George Francis Train
George Francis Train (ur. 24 marca 1829 w Bostonie, zm. 18 stycznia 1904 w Nowym Jorku) – amerykański przedsiębiorca i filantrop.

## Życiorys
Urodził się 24 marca 1829 r. w Bostonie jako syn Olivera i Marii z domu Pickering. Pochodził z Nowego Orleanu, gdzie w epidemii żółtej febry w 1833 r. zmarli jego rodzice i trzy siostry. Jako jedyny ocalały został przygarnięty przez dziadków ze strony matki z Waltham w Massachusetts, którzy wychowywali go w wierze metodystycznej, planując, że zostanie pastorem. Młody Train się temu sprzeciwiał, a w dorosłości wspierał ateistów i praktyków wolnej miłości. Ponadto był abstynentem i nie palił tytoniu.
W wieku 16 lat uciekł do wuja Enocha Traina, który prowadził kompanię kurierską między Bostonem a Liverpoolem – White Diamond Line. Szybko został przedstawicielem wuja w Anglii, ale już w 1849 r. założył własną firmę i pozyskał inwestorów pod trasy kurierskie do Azji i Australii. Wkrótce potem ożenił się i w 1853 r. osiadł w Melbourne, gdzie trwała gorączka złota. W Melbourne Train rozbudował port, stawiając magazyny i przeładownie. Ponadto na dużą skalę sprowadzał broń, dyliżanse, leki, materiały budowlane, mąkę, narzędzia górnicze, odzież i wagony. Dzięki zamożności nawiązywał znajomości z politykami, lobbując za obniżaniem ceł i szerszym otwarciem na handel z Chinami i USA. Był także wśród założycieli pierwszej ochotniczej straży pożarnej w Melbourne.
Gdy jego żona urodziła w 1854 r. córkę i wyjechała z Australii, on sam dołączył do nich. W listopadzie 1855 r. wyjechał z Australii, a relacje z podróży przez Bliski Wschód wysyłał do New York Herald, a później opublikował je w 1857 r. wraz ze swoimi listami z Australii jako An American Merchant in Europe, Asia, and Australia. Publikacja została na tyle dobrze przyjęta, że Freeman Hunt z Merchants’ Magazine wysłał go do Europy, by opisał jej ekonomię i warunki społeczne. Osiadł w Wielkiej Brytanii, gdzie z powodzeniem starał się u radnych Londynu, Birkenhead i Cork o zgodę na budowę linii tramwajowych (konnych).
Wybuch wojny domowej w Stanach Zjednoczonych silnie stymulował rozbudowę przemysłu, a kluczowym środkiem transportu stała się kolej. W 1862 r. Kongres uchwalił ustawy o budowie linii transkontynentalnej, której finansowanie miała zapewniać sprzedaż obligacji, tanie kredyty i działki wzdłuż trasy. Train bezskutecznie próbował przekonać bogatych przedsiębiorców, w tym z branży kolejowej, do włączenia się w projekt. Potencjalni inwestorzy byli jednak ostrożni ze względu na roboty w ekstremalnych warunkach klimatycznych i terenowych, problemy z logistyką materiałów i ludzi oraz zagrożenie ze strony rdzennych ludów. Train opracował wówczas projekt, który pozwolił wyłudzić dodatkowe środki ze skarbu państwa. W tym celu wymyślił firmę fasadową Crédit Mobilier of America, służącą do zawyżania kosztów budowy, a jej nadmiarowe zyski stanowiły dodatkowy zysk dla inwestorów Union Pacific. Następnie Train skutecznie lobbował na rzecz noweli ustawy o linii transkontynentalnej, która dodatkowo podwoiła powierzchnię gruntów przyznanych inwestorom. Dzięki temu inwestycja stała się opłacalna, a prace budowlane skończyły się w 1869 r. Afera wyszła na jaw już w 1872 r., ale nikt nie połączył z nią Traina, który w tej sprawie działał z nieoficjalnie i przez pośredników, natomiast zniszczyła kariery wielu polityków.
W odróżnieniu od innych przedstawicieli nowej arystokracji finansowej, Train dużo mówił o losie robotników i wkrótce po otwarciu linii kolejowej ogłosił zamiar zostania prezydentem Stanów Zjednoczonych. W swojej kampanii obiecywał być reprezentantem tzw. zwykłego Amerykanina poprzez skrócenie dnia pracy, urlopy wypoczynkowe i ubezpieczenia, a także angażował się w ruch sufrażystek, m.in. zakładając pierwszą feministyczną gazetę Revolution. Ostatecznie Train nie wygrał wyborów w 1872 r., gdyż nie miał profesjonalnego sztabu i kampanii wyborczej. Był bowiem przekonany, że jej nie potrzebuje, a do zwycięstwa wystarczy mu jedynie uwielbienie ludzi. Już w jej trakcie popadał w coraz większe samouwielbienie i stawał się coraz bardziej ekscentryczny, m.in. ogłosił się wysłannikiem kosmicznej siły, która pragnie zaprowadzić powszechną szczęśliwość.
Kampanię dodatkowo przerwał, by odbyć podróż dookoła świata. W tym celu pojechał pociągiem z Nowego Jorku do San Francisco, po czym 1 sierpnia wypłynął do Japonii obsługiwaną przez szybkie klipry linią transpacyficzną, którą sam uruchomił. Stamtąd udał się w dalszą podróż i w październiku przez Chiny, Indie i Kanał Sueski dotarł do Marsylii. Tam został entuzjastycznie przyjęty przez ludność robotniczą, a w efekcie aresztowany za podburzanie mas. Ostatecznie został zwolniony dzięki wstawiennictwu Alexandre’a Dumasa i późniejszego premiera Léona Gambetty. Pomimo aresztowania we Francji, po 80 dniach od wyjazdu dotarł z powrotem do Nowego Jorku. Na podstawie relacji Jules Verne postanowił napisać powieść W osiemdziesiąt dni dookoła świata, której bohaterem uczynił angielskiego bogacza i ekscentryka Phileasa Fogga. Po jej sukcesie wydawniczym Train ogłosił, że to on jest Phileasem Foggiem.
Train był aresztowany łącznie kilkanaście razy – za socjalizm, obrazę uczuć religijnych, szerzenie zgorszenia i popieranie niepodległościowych dążeń Irlandczyków. Po jednym z aresztowań zwolnił prawników, którzy chcieli go bronić, wskazując na niepoczytalność, a areszt, w którym przebywał, nazwał Bastylią. Prasa zaczęła go tytułować obłąkańcem.
W 1890 r. władze Tacomy w stanie Waszyngton zaproponowały mu kolejną podróż dookoła świata, by promować swoje miasto. W trakcie trwającej 63 dni podróży Train pobił osiągnięcie dziennikarki Nellie Bly, która rok wcześniej okrążyła świat w 72 dni. Jego relacje publikowane w dzienniku z Tacomy The Ledger, przedrukowywały liczne gazety z USA i ze świata. Dodatkowo w trakcie rejsu z Europy przez Atlantyk zorganizował protest pasażerów najniższej klasy przeciw obowiązkowym szczepieniom. Dwa lata później na zaproszenie innego miasta Whatcom w stanie Waszyngton odbył podróż jeszcze raz – w 60 dni.
W końcowych latach żył w ubóstwie, gdyż część majątku przepisał na żonę i dzieci, a resztę rozdał biednym. Pozostawił sobie niewielką rentę na opłacanie pokoju i posiłków w Mills Hotel przy Bleecker Street na Manhattanie, który był domem dla ubogich mężczyzn.
Od 5 października 1851 r. był żonaty z Wilhelminą Wilkinson Davis, z którą miał troje dzieci.
Zmarł 18 stycznia 1904 r. w Mills Hotel.